# Україніка (електронна бібліотека)
Украї́ніка (лат. Ukrainica) — електронна бібліотека, національний довідково-інформаційний та документальний ресурс архівних, рукописних і друкованих джерел, створених в Україні або інших державах — про Україну, її історію, економіку, культуру, що ґрунтується на засадах обліку та акумуляції документальної спадщини українського народу.
«Україніка» є аналогом некомерційних цифрових проєктів, здійснюваних національними бібліотеками інших країн, зокрема: Polona (Польща), Gallica (Франція), American Memory (США), Canadiana (Канада).

## Опис
Ініціатором створення електронної бібліотеки «Україніка» виступила Національна бібліотека України імені В. І. Вернадського (НБУВ) як структура НАН України. Розробили його, підтримують, наповнюють та обслуговують співробітники Інституту інформаційних технологій НБУВ на чолі з доктором наук із соціальних комунікацій Катериною Лобузіною.(Про К.В.Лобузіну на сайті НБУВ)
Мета ресурсу — акумулювати у цифровому форматі твори усіма мовами, незалежно від місця видання, про український народ, територію України та про всі народи, які жили або живуть на цій території.
Загальнодоступним сайт став у 2017 році, основне джерело цифрових матеріалів — ресурси Національної бібліотеки України імені В. І. Вернадського.[джерело?]
Довідкові записи пошукового апарату е-бібліотеки «Україніка» містять посилання до статей Вікіпедії (станом на кінець 2018 р. понад 5 тисяч тематичних рубрик, зокрема, 2,5 тис. записів про персоналії діячів науки, освіти та культури України). [джерело?]
Записи бібліотеки «Україніка» (назви творів та анотації) можуть бути представлені багатьма мовами світу.